# Geron exemptus
Geron exemptus är en tvåvingeart som beskrevs av Wray Merrill Bowden 1974. Geron exemptus ingår i släktet Geron och familjen svävflugor. Inga underarter finns listade i Catalogue of Life.